# Gamostolini
Tribu
Les Gamostolini sont une tribu d'insectes hémiptères hétéroptères (punaises) énicocéphalomorphes de la sous-famille des Aenictopecheinae. Cette tribu est encore mal connue. Elle présente une répartition néotropicale, subantarctique et holarctique, et compte une douzaine d'espèces décrites, mais de nombreuses espèces restent à décrire.

## Description
Au sein des Aenctopecheinae, la tribu des Gamostolini se distingue de celle des Aenictopecheini par la taille, pouvant être plus grande (entre 2,5 et 7 mm), et par la vénation des ailes antérieures est proche de celle des Enicocephalidae. 

## Répartition
Leur répartition est particulière et très disjointe, avec un genre australien (Australostolus), genre néotropical (Tornocrusus), un genre de l'extrême sud de l'Amérique du Sud (Terre de Feu, zone subantarctique (Gamostolus), et un genre holarctique (Boreostolus), présent en Amérique du Nord (zone néarctique, États-Unis et Canada), ainsi que dans l'Est du Paléarctique, en Sibérie orientale et au Tibet. Concernant ce dernier genre, l'hypothèse liée à sa distribution est la survie dans deux refuges glaciaires pendant des glaciations au Pléistocène. 

## Biologie
S'agissant d'espèces très peu souvent rencontrées, et lorsqu'elle le sont, souvent capturées à la lumière, leur biologie est pratiquement inconnue. Ils vivent toujours avec de l'humidité, sous les pierres (Gamostolus subantarcticus, Tornocrusus aguilari: sous une pierre dans un dépôt de soufre à la Soufrière, en Guadeloupe), dans des tourbières de sphaigne de Magellan (Gamostolus subantarcticus), dans du sable mouillé sous des pierres, sur les rives de petites rivières (Boreostolus). Australostolus a été trouvé dans des zones inondables de régions semi-désertiques, en association avec des chénopodes et des touffes d'herbes.
Gamostolus hiverne à l'état adulte en s'enfonçant jusqu'à une profondeur de plus de 15 cm pour éviter le gel.
Ce sont des prédateurs, probablement de petits arthropodes, avec des adaptations morphologiques correspondantes, telles que des pattes antérieures ravisseuses, mais on ne connaît pas leurs proies.

## Systématique
Cette tribu est une division de la sous-famille des Aenictopecheinae, établie par Pavel Štys en 1989.  
Elle est constituée à partir du genre Gamostolus, le premier genre à avoir été décrit par Ernst Evald Bergroth en 1927, pour y placer une espèce déjà décrite en 1883 sous le nom d'Henicocephalus subantarcticus. Un second genre, Boreostolus,  est décrit en 1970, puis un troisième, Tornocrusus, en 1977, et enfin un dernier en 1980, Australostolus. 
De nombreux spécimens restent à décrire. 

### Liste des genres
Selon BioLib (8 novembre 2023) corrigé et complété à partir de Schuh & Weirauch (2020) :
- genre Australostolus Štys, 1980
- genre Boreostolus Wygodzinsky & Štys, 1970
- genre Gamostolus Bergroth, 1927
- genre Tornocrusus Kritsky, 1977